# Vitkac
Vitkac, pierwotnie Wolf Bracka – dom handlowy znajdujący się w Warszawie, przy ul. Brackiej 9 róg Alej Jerozolimskich.

## Opis
Właścicielem domu handlowego jest Arkadiusz Likus. Inspiracją do jego budowy była wizyta w berlińskim domu towarowym KaDeWe pod koniec lat 80. XX wieku.. Obiekt został otwarty w listopadzie 2011 roku.
Nazwa „Vitkac“ nawiązuje do Stanisława Ignacego Witkiewicza (Witkacego), który mieszkał przy ulicy Brackiej 23.. Było to odwołanie do przedwojennych tradycji handlowych ulicy Brackiej, która w okresie międzywojennym była znana z butików.

### Projekt architektoniczny
Budynek został zaprojektowany przez Autorską Pracownię Architektury Kuryłowicz & Associates i otwarty w listopadzie 2011 roku. Jego elewacja jest wykończona granitem, stalą nierdzewną i betonem architektonicznym. Obiekt ma 6 kondygnacji i powierzchnię użytkową 11 838 m². Za projekt wnętrz również odpowiadała pracownia Kuryłowicz & Associates.. Według właściciela budynek respektuje przedwojenny układ ulic, a jego wewnętrzna struktura ma ułatwiać nawigację.

## Asortyment i marki
Vitkac oferuje produkty dla kobiet, mężczyzn i dzieci, w tym odzież, obuwie, torby, akcesoria i biżuterię.  Prowadzi sprzedaż produktów ponad 200 marek. W ofercie znajdują się m.in. Gucci, Saint Laurent, Bottega Veneta, Balenciaga, Burberry, Fendi, Dior, Alexander McQueen, Moncler, Versace, Givenchy, Off-White i Jacquemus. Vitkac jako pierwszy w Polsce otworzył butiki takich marek jak Louis Vuitton, YSL, Gucci, Bottega Veneta, Giorgio Armani i Lanvin.
Vitkac oferuje limitowane kolekcje oraz kolekcje specjalne, takie jak kolekcja Diesel Black Gold for Vitkac, inspirowana Warszawą, czy limitowana edycja T-shirtu z marką Off-White. Z okazji 10-lecia istnienia, Vitkac zaoferował kolekcje we współpracy z takimi projektantami jak Versace, MISBHV, Swampgod x Rick Owens, Dsquared2 i Balmain. Spółka współpracuje również z instytucjami (m.in. Akademią Sztuk Pięknych w Warszawie) przy wydarzeniach branżowych oraz z Głosownią przy projektach badawczych.

## Kontrowersje
Budynek stoi w miejscu ukończonego w 1960 i zburzonego w 2008 pawilonu Chemii, zaprojektowanego przez Jana Bogusławskiego. Jego likwidacja wzbudziła wiele kontrowersji, ponieważ figurował on na liście dóbr kultury współczesnej, którą opracował warszawski oddział Stowarzyszenia Architektów Polskich.
Budynek przerwał oś widokową ul. Brackiej, istniejącą od średniowiecza. Został jednocześnie zlokalizowany bliżej sąsiedniego bloku niż dopuszczają przepisy budowlane, gdyż większa odległość uniemożliwiłaby budowę funkcjonalnego obiektu. 
Budynek wywołał także kontrowersje za sprawą wyglądu; część mieszkańców Warszawy krytykowała jego rozmiar oraz ciemną fasadę.